# Liliana Palihovici

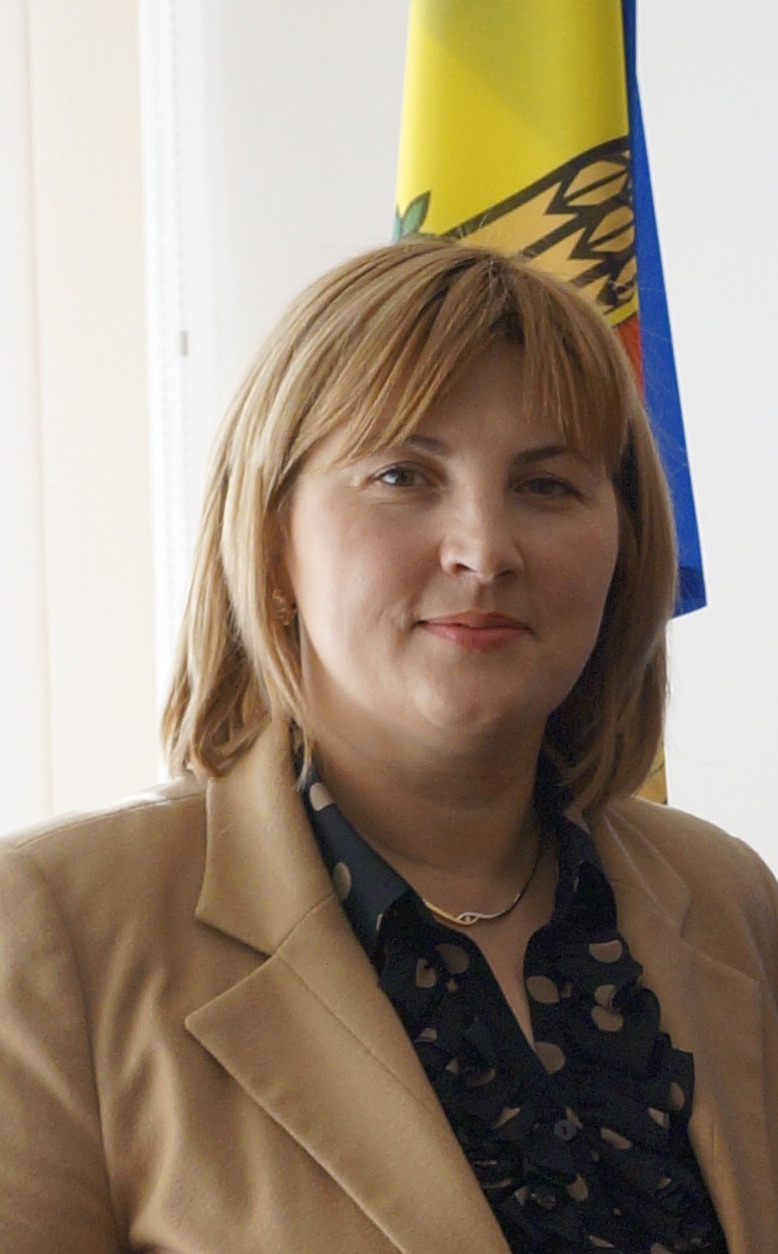
Liliana Palihovici (2014)

Liliana Palihovici (* 26. November 1971 in Horodiște, Bezirk Călărași) ist eine moldauische Politikerin der Liberaldemokratischen Partei Moldaus. 2013 war sie vorübergehend Parlamentspräsidentin der Republik Moldau.

## Biografie
Liliana Palihovici wurde am 26. November 1971 im Dorf Horodiște im zentralmoldauischen Bezirk Călărași der Moldauischen SSR geboren. 1994 schloss sie ihr Studium der Geschichtswissenschaft an der Staatlichen Universität Moldau ab. 1999 absolvierte sie eine postgraduierte Ausbildung mit Schwerpunkt „Moderne Fremdsprachen“ und studierte von 2001 bis 2003 internationale Beziehungen an der Akademie für öffentliche Verwaltung des Präsidenten der Republik Moldau.
Von 1993 bis 1995 arbeitete sie als Geschichtslehrerin am Hauptstadtlyzeum „Mircha Eliade“, von 1995 bis 2001 war sie leitende Expertin in der Jugendabteilung des Bildungsministeriums. Von 2001 bis 2003 leitete sie die Jugenddirektion der Abteilung für Jugend und Sport der Republik Moldau. Von 2004 bis 2007 war sie Beraterin von UNICEF und Koordinatorin des Projekts zur Erweiterung der sozioökonomischen Rechte und Chancen der Jugend. Von 2007 bis 2008 arbeitete sie als Beraterin der Weltbank.
2007 gehörte sie der Initiativgruppe zur Gründung der Liberaldemokratischen Partei Moldaus (LDPM) an. Auf dem Parteitag wurde sie zur stellvertretenden Vorsitzenden gewählt. Von 2009 bis 2017 war sie für die LDPM ins Parlament gewählt. Sie war Mitglied der parlamentarischen Kommission für Sozialschutz, Gesundheit und Familie (seit 2009). Im Dezember 2010 wurde sie zur stellvertretenden Vorsitzenden des Parlaments gewählt, nach dem Rücktritt Marian Lupus übte sie vorübergehend die Aufgaben der Sprecherin des Parlaments von Moldau aus (25. April bis 30. Mai 2013), bis Igor Corman ins Amt gewählt wurde.
Von 2011 bis 2016 war sie Mitglied der Parlamentarischen Versammlung des Europarates.

## Privates
Der Ehemann ist Sergiu Palihovici, Generalsekretär der Regierung Moldaus (seit 2015), der zuvor Umweltminister in der Regierung von Chiril Gaburici (2015) war. Sie haben zwei Kinder.

## Auszeichnungen
Am 24. Juli 2014 wurde Liliana Palihovici vom Präsidenten der Republik Moldau, Nicolae Timofti, mit dem „Orden der Republik“ ausgezeichnet, „für entscheidende Beiträge zur Verwirklichung des wichtigsten außenpolitischen Ziels der Republik Moldau – der Assoziierung und wirtschaftlichen Integration mit der Europäischen Union“.